# Friedrich von Watzdorf

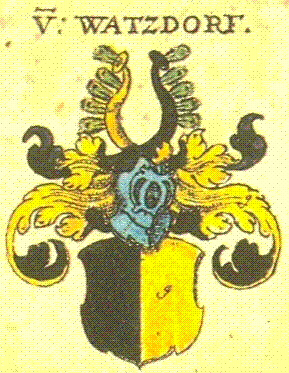
Familienwappen derer von Watzdorf

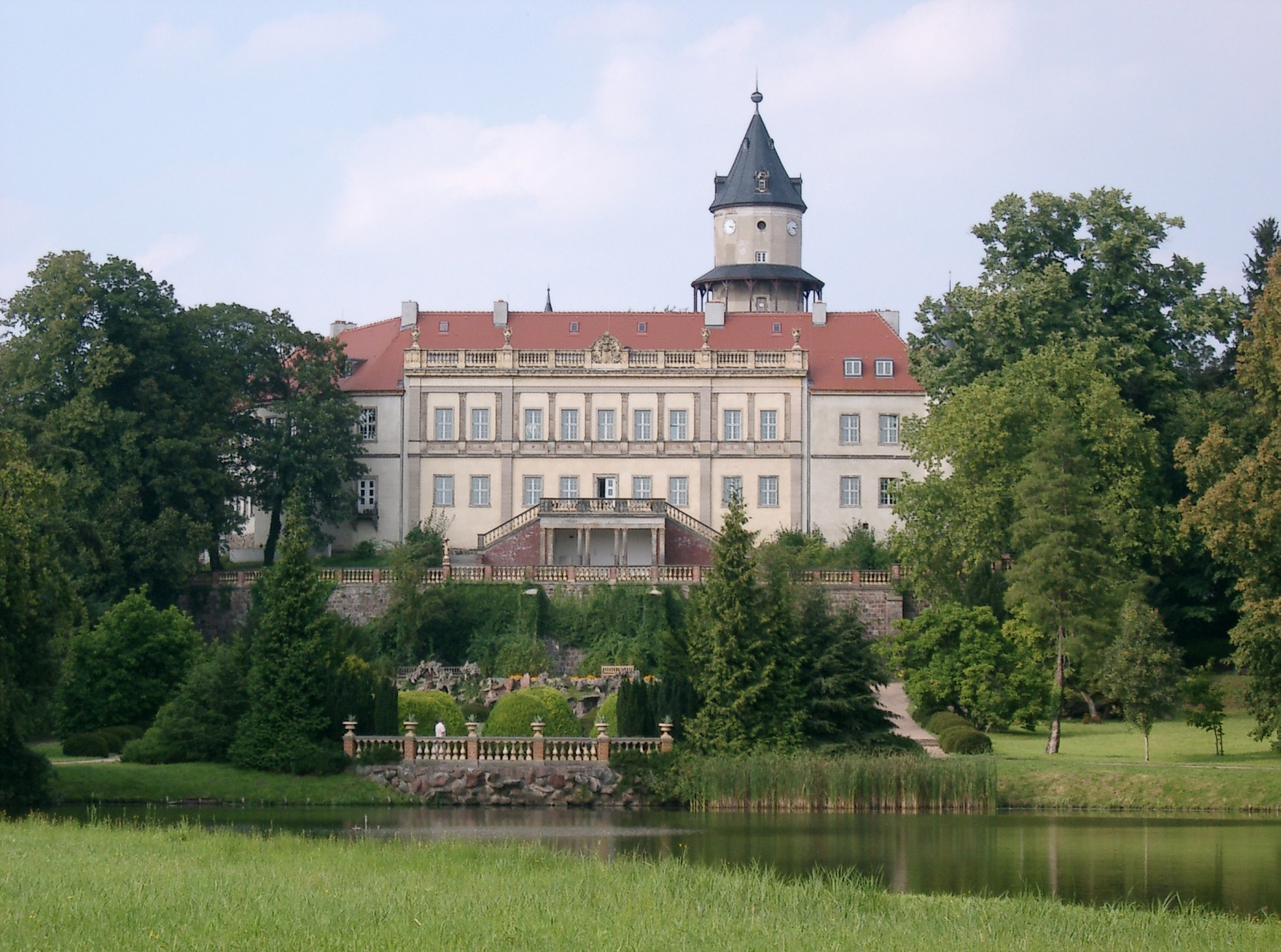
Schloss Wiesenburg wurde von Friedrich von Watzdorf ausgebaut

Adam Friedrich August von Watzdorf (* 8. Juni 1753 in Wiesenburg/Mark; † 14. August 1809 ebenda) war königlich-sächsischer Kammerjunker, Appellationsrat und Hofrichter in Wittenberg und Steuereinnehmer des Kurkreises sowie Besitzer von Schloss Wiesenburg und der beiden Rittergüter Jößnitz und Röttis im sächsischen Vogtland.

## Leben
Friedrich von Watzdorf stammt aus dem thüringischen Uradelsgeschlecht derer von Watzdorf. Sein Vater war der kursächsische Appellationsrat und Oberhofrichter in Leipzig Adam von Watzdorf (1718–1781), seine Mutter, dessen erste Ehefrau, Louise Sophie Brandt von Lindau-Wiesenburg (1720–1755). Erzogen wurde Friedrich u. a. von der Stiefmutter Henriette Philippine Charlotte von Pöllnitz-Benndorf (1733–1784).
Er immatrikulierte sich offiziell im Dezember 1763 und nahm 1768 ein juristisches Studium an der Universität Leipzig auf, das er 1774 mit der Promotion abschloss. Als sein Hofmeister in Leipzig war in dieser Zeit der Freund Klopstocks Johann Carl Tiedemann (* 1736 in Elstra) tätig. Vom Landesherrn wird er 1787 zum Hofrichter zu Wittenberg berufen. Er war Mitglied einer 1768 gegründeten bedeutenden akademischen Lesegesellschaft in Leipzig, die vorwiegend von Bürgern getragen wurde.
Friedrich heiratete 1788 in Zerbst Albertine Charlotte Elisa von Oppen-Jütrichow (1767–1811). Ihr gemeinsamer Sohn Kurt von Watzdorf wurde 1800 geboren und verstarb als Kammerherr in Berlin kurz nach dem Märzaufstand 1848. Ein weiterer Sohn, Otto von Watzdorf, war ein liberaler Jurist und Politiker, der u. a. der Frankfurter Nationalversammlung und dem Sächsischen Landtag angehörte.
Der Nachlass seines Vaters wird im Hauptstaatsarchiv Dresden aufbewahrt. Darunter befinden sich auch zahlreiche Dokumente, die seine Person und deren Umfeld betreffen.